# 清立院
清立院（せいりゅういん）は、東京都豊島区にある日蓮宗の寺院。

## 歴史
創建年代不明。ただ『江戸名所図会』では、正嘉年間（1257年-1259年）に日蓮宗の僧侶と思われる旅僧が、ここで日蓮像を村人に授けて立ち去ったという記述から、鎌倉時代中期には既に存在していたものと推測される。当初は真言宗の寺院であったが、後に日蓮宗に転宗した。
別称として「清龍院（せいりゅういん）」ともいう。なお当寺の看板や豊島区観光協会の公式サイトでは「清立院」となっている。

## 瘡守稲荷大明神
境内には、「瘡守稲荷大明神」を祀る祠がある。皮膚病に効くご利益があるとされ、かつては多くの人が参拝に訪れた。最初は土で作った団子を供え、治癒した時は米で作った団子を供えるのが作法であった。

## 灯篭流し供養
約20年程前から、寺院単独で檀信徒と共に海上で灯篭流し供養を行っている。（7月下旬、千葉県鴨川市の鯛の浦）

## 琉球舞踊ライブ
2017年から、お彼岸供養法要後に、本堂にて琉球舞踊ライブを開催している。これは、現住職の叔父が第二次世界大戦中に沖縄で戦死され、先代住職、現住職ともに沖縄への思い入れは強く、その慰霊の思いを音楽であれば心に入りやすい、伝わりやすいとの思いから始められた。そのライブの様子は、YouTubeで配信されている。

## 交通アクセス
- 雑司が谷駅より徒歩3分。

## 関連文献
- 「雑司ヶ谷村 御嶽社別當清立院」『新編武蔵風土記稿』 巻ノ16豊島郡ノ8、内務省地理局、1884年6月。NDLJP:763977/86。